# KornShell
KornShell（ksh）是一款由大卫·科恩于二十世纪八十年代早期在贝尔实验室开发的Unix shell，并在1983年7月14日的USENIX年度技术会议上发布。起初此软件基于Bourne shell的源代码编写。其他贡献者有贝尔实验室的开发者，如迈克·维奇（Mike Veach）和帕特·沙利文（Pat Sullivan）；他们分别编写了Emacs和vi风格的行编辑模式代码。KornShell向后兼容Bourne shell，同时还根据贝尔实验室用户的需求添加了诸多C shell的功能。

## 设计
KornShell实现了POSIX.2，同时拥有壳层及实用工具、命令解释器（IEEE Std 1003.2-1992.）。KornShell与传统的Bourne shell的主要差别有：
- 根据C shell所设计的作业控制（英语：Job control (Unix)）、命令别名及命令历史特性。作业控制功能于1989年才添加至Bourne Shell。[9]
- 提供基于vi、Emacs和XEmacs的三种命令行编辑风格。
- 关联数组及内置的浮点运算操作（仅在ksh93版KornShell中可用）。
- 内置指令的动态可扩展（截至ksh93版本）。

## 历史

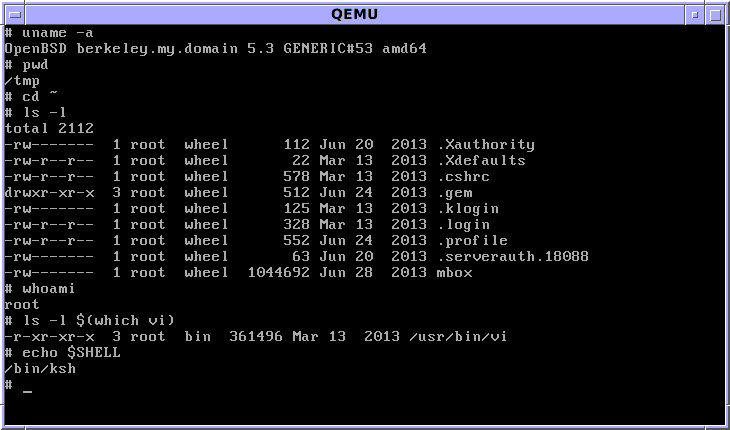
OpenBSD默认壳层（pdksh）的交互界面

KornShell起初是一款专有软件。2000年，其源代码以AT&T独有的许可发布；但在2005年年初，93q版本使用Eclipse公共许可证发布。由于KornShell起初为私有授权软件，在那时的人们创造了自由开源的替代品（pdksh、mksh、GNU bash及zsh）。 KornShell被收录进了AT&T软件技术（AST）开源软件集。
KornShell的原始版本（ksh88）被当做POSIX.2、壳层及实用工具、命令解释器（IEEE Std 1003.2-1992.）的基础。
部分供应商有时会提供其自己根据老版本ksh88改编的变体，有时还会在其基础上添加扩展。ksh93现仍被作者维护，并通过在其后添加字母的方式命名发布版本；截至2017年1月16日的最新版本为ksh93u+（ksh93u及ksh93t+的更新版）；ksh93v仍处于测试阶段（截至2017年1月16日）。
作为“桌面版KornShell”（dtksh），ksh93作为通用桌面环境的一部分发布。此版本同时提供了对Motif挂件的壳层级映射。它的目的是成为Tcl/Tk的竞争对手。
原版KornShell（ksh88）成为了AIX第四版的默认壳层，但同时也可使用ksh93。
UnixWare 7中既包括ksh88，也包括ksh93。默认的Kornshell版本为ksh93（/usr/bin/ksh），老版本则在/usr/bin/ksh88下可用。UnixWare同时在安装了CDE的情况下提供{{mono|dtksh}。

## 变体
下列为多个与KornShel相关的软件产品：
- dtksh – ksh93的分支，为CDE的一部分。
- tksh – ksh93的分支，提供对Tk部件工具箱的访问。
- oksh – OpenBSD风味KornShell的Linux版分支，为DeLi Linux（英语：DeLi Linux）的默认壳层。
- mksh – KornShell语言的自由软件实现，为pdksh的分支。其起初为MirOS BSD（英语：MirOS BSD）开发，以宽松的授权条款发布（MirOS许可证（英语：MirOS Licence））。[6]除了用在BSD上外，此变体还替代了Debian上的pdksh，[17]更是Android的默认壳层。
- SKsh – AmigaOS风味的版本，提供了多个Amiga的特有功能（如ARexx（英语：ARexx）互用性）
- MKS Inc.（英语：MKS Inc.）的MKS Korn shell – 来自用于UNIX的微软Windows服务（英语：Microsoft Windows Services for UNIX）（SFU）对KornShell语言的专有实现（版本2.0及以下）；据大卫·科恩所述，MKS Korn shell与1998年时的Kornshell不完全兼容。[18][19]在SFU版本3.0中，微软使用Interix（英语：Interix）中的POSIX.2兼容版壳层替换了MKS Korn shell。[20]
- 大卫·科恩的Unix兼容包UWIN（英语：UWIN）中含有KornShell。[21]

## 另请参阅
- 计算机壳层对比（英语：Comparison of computer shells）
- Unix实用程序列表
- 测试（英语：test (Unix)）软件

## 延伸阅读
- Morris I. Bolsky; David G. Korn. . Prentice Hall PTR. 1995. ISBN 978-0-13-182700-4.
- David G. Korn, Charles J. Northrup and Jeffery Korn The New KornShell—ksh93 （页面存档备份，存于）, Linux Journal（英语：Linux Journal）, Issue 27, July 1996